# Inter Mailand (Frauenfußball)
Die Frauenfußballabteilung von Inter Mailand besteht seit dem 1. Juli 2018. Seit 2019/20 spielen die Mailänderinnen in der Serie A. Weitere Bezeichnungen sind Le Nerazzurre („Die Schwarz-Blauen“), La Beneamata und Il Biscione.

## Geschichte
Die Gründung einer Frauenmannschaft wurde erst durch eine 2015 vom italienischen Fußball-Dachverband Federazione Italiana Giuoco Calcio verabschiedete Regelung möglich, die es den italienischen Männer-Profivereinen erlaubt, eine Frauenfußballabteilung zu gründen und Frauenfußballvereine zu übernehmen.
Die Frauenfußballabteilung von Inter Mailand wurde am 1. Juli 2018 gegründet und konnte im selben Jahr in der Serie B für Frauen starten, nachdem man das Startrecht für die zweite Liga von der ebenfalls in Mailand ansässigen A.S.D. Femminile Inter Milano erwarb.
In der ersten Saison wurde man in der Serie B ungeschlagen Meister und stieg in die Serie A auf.